# Бре сир Молн
Бре сир Молн (фр. Braye-sur-Maulne) је насељено место у Француској у региону Центар, у департману Ендр и Лоара.
По подацима из 2011. године у општини је живело 214 становника, а густина насељености је износила 18,07 становника/km².

## Демографија
| 1962. | 1968. | 1975. | 1982. | 1990. | 2011. |
| ----- | ----- | ----- | ----- | ----- | ----- |
| 270   | 258   | 220   | 187   | 197   | 214   |